# エンパイア賞
エンパイア賞（Empire Awards）は、毎年3月に映画雑誌エンパイアにより発表される映画賞。現在のスポンサーは飲酒メーカーのジェムソンである。

## 部門のカテゴリ
- 男優賞
- 女優賞
- 英国作品賞
- コメディ作品賞
- 監督賞
- 作品賞
- 名誉賞
- 新人賞
- SF/ファンタジー作品賞